# Cardiotónico

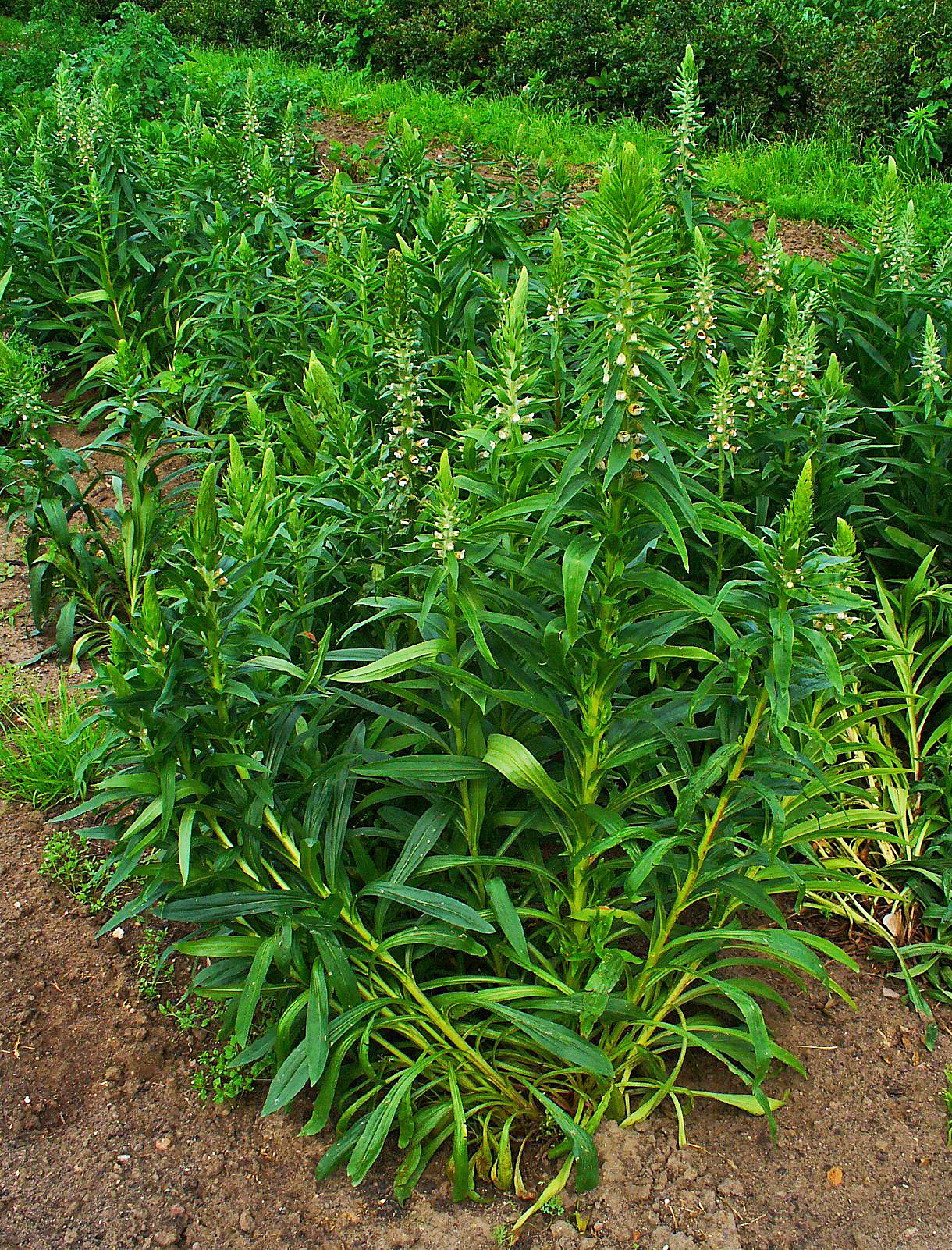
Dedalera, de donde se extrae la digoxina.

Un cardiotónico es una sustancia de naturaleza esteroídica que aumenta la eficiencia de la función cardiaca al disminuir el consumo de oxígeno como ocurre con los digitálicos que tienen un efecto inotropico positivo, por lo tanto la adrenalina no es un cardiotónico debido a que aumenta el consumo de oxígeno al tener efecto inotropo,cronotropo,batmotropo positivo aumentando así el volumen minuto(gasto cardiaco), presión sistólica y consumo de oxígeno por el miocardio.
Se distinguen dos serotipos 
- Cardenólidos: Presentan en su estructura u
- Bufadienólidos: Presentan en su estructura una lactona con dos insaturaciones de seis átomos.

## Distribución
Fundamentalmente se presentan en vegetales, aunque están muy restringidos (varias decenas de géneros en una quincena de familias): Asclepiadaceae, Apocynaceae, etc. Además, hay algunos animales que los poseen, sobre todo anfibios y algunos mamíferos.

## Propiedades físicoquímicas
Son sustancias solubles en agua y disoluciones hidroalcohólicas.
La digitoxina y la digoxina son muy poco solubles en acetato de etilo.
Las lactonas se pueden abrir en medio alcalino.

## Actividad Farmacológica
Inhiben la bomba Na/K-ATPasa, lo cual produce un aumento de potasio extracelular y un aumento de sodio y calcio intracelular.
Este aumento de calcio en las células musculares cardíacas produce un aumento de la eficacia mecánica del músculo cardíaco y un aumento de la fuerza de contracción.

## Importancia en la industria farmacéutica
El más conocido y utilizado es la Digoxina, que se emplean por vía oral para el tratamiento de la insuficiencia cardiaca, principalmente cuando presenta fibrilación auricular y arritmias cardiacas.
Este fármaco requiere control, monitorización y vigilancia de posibles interacciones (estrecho margen terapéutico), pero que supuso un enorme avance en el tratamiento de la insuficiencia cardíaca.